# Max (goleiro)
Maxlei dos Santos Luzia, mais conhecido como Max (Rio de Janeiro, 27 de fevereiro de 1975 —  Rio de Janeiro, 26 de julho de 2017), foi um futebolista brasileiro que atuava como goleiro.

## Carreira
Foi revelado pela Portuguesa da Ilha, depois defendeu outros clubes do futebol fluminense como Bangu, Friburguense, América-RJ e assim veio ao Botafogo. Ao sair do alvi-negro em 2007 foi contratado para o Vila Nova. Pelo alvinegro carioca, começou como reserva de Carlos Germano em 2002. Em 2003 foi titular durante a campanha do Segunda Divisão. Em 2004 Jefferson foi o titular, conseguiu a vaga durante o primeiro turno do estadual e permaneceu até o início do brasileirão 2005, com sua contratação para o futebol turco, Max voltou a ser titular.  Foi campeão carioca pelo clube em 2006, sendo titular durante a Taça Guanabara (primeiro turno) e reserva durante a Taça Rio (segundo turno), sendo reserva do goleiro Lopes. No returno do brasileirão 2006 novamente retornou à camisa 1, e com boas atuações garantiu a vaga de sua equipe para a sul-americana 2007.
Em 2007, Max, começou como titular no campeonato carioca. Tendo passado por diversas falhas em partidas capitais, como contra o Boavista, o que gerou a desclassificação do time da Taça Guanabara, disputou a Taça Rio como reserva, quem  ficou com a camisa 1 foi o jovem goleiro Júlio César Jacobi. Em ótima fase o Botafogo ganhou a Taça Rio. Na Decisão do Campeonato Carioca, que foi contra Flamengo, o Botafogo estava vencendo por 2x0, até Júlio cometer um pênalti durante o segundo tempo e ser expulso, e Max precisou atuar. Não conseguiu defender a cobrança do meia Renato Abreu, mesmo tendo se atirado para o canto certo, não foi o suficiente, a bola foi no angulo, minutos depois, após um cruzamento de Léo Lima, Max teve a boa intenção de segurar firme a bola, mas a bola escorregou de suas mãos caindo diretamente nos pés do atacante Souza, que marcou, e essa primeira partida terminou em 2x2. No segundo jogo da final, o técnico Cuca tinha a opção de escalar o goleiro Lopes para defender o gol alvi-negro, mas sua escolha foi deixar Max ter a chance de se redimir, e foi o que conseguiu, fez uma boa partida, mas sua equipe novamente empatou em 2x2. Nos pênaltis sua equipe perdeu por 4x2, mesmo não tendo conquistado o título, o clube não perdeu para nenhum dos outros 3 maiores do Rio, e fechou com apenas duas derrotas.
No primeiro jogo das oitavas de final da Sul Americana 2007, contra o River Plate, e na segunda partida de Flamengo x Botafogo válida pelo campeonato brasileiro, salvou o time, inclusive defendeu o Pênalti que o Fla teve durante o jogo. O pênalti foi cobrado por Souza, mesmo tendo cobrado mal, teve a chance de segurar o chute do mesmo jogador que aproveitou sua falha na primeira partida do Carioca. No jogo contra o time argentino fez uma excelente partida no primeiro jogo que foi no Rio, vencerão por 1x0, em Buenos Aires, que foi sua última atuação pelo clube, apesar de ter feito boas defesas não conseguiu evitar a virada do River, o fogão perdeu na Argentina por 4x2, sendo eliminado. Em dezembro daquele ano, a diretoria decidiu não renovar seu contrato para a temporada seguinte, mas logo em janeiro mudou de ideia surpreendendo a todos, inclusive o então treinador Cuca. O goleiro Roger, que fora contratado pouco depois de o Botafogo vencer o Corinthians na Sul-Americana, foi titular absoluto em 2007, e não decepcionou sua equipe em nenhuma partida, mas decidiu encerrar em 2008 com a camisa alvi-negra, tendo como último título a Taça Rio de 2008, Max ficou como reserva de Roger, mas quando lesionou seu ombro e não pôde atuar, Cuca dessa vez preferiu escalar Lopes para substituí-lo. Com a ida de Max para o Vila Nova, transferência de Julio César para o futebol português e a pretensão de encerramento de Roger, em 2008 o clube contratou um novo goleiro, o uruguaio Castillo.
Em 2008 foi emprestado para o Vila Nova sob desconfiança da torcida colorada. Fez um bom início no Campeonato Goiano pelo clube, mas foi pego no exame anti-doping no jogo conta a Anapolina por usar um remédio para dor de cabeça. Voltou em maio na estreia do Vila Nova pela Série B do Campeonato Brasileiro, no jogo contra o ABC de Natal, e fez um bom campeonato sendo um dos principais jogadores do time. Em 2009, disputou o Campeonato Goiano pelo Itumbiara. Logo após o Campeonato Estadual, Max foi recontratado pelo Vila Nova para a disputa da Série B de 2010. Com a tentativa de renovação frustrada com o Vila Nova para 2011, Max acabou acertando com o Joinville, que acabara de subir pra Série C.Dispensado pelo Joinville, Max foi contratado pelo Boa Esporte, de Varginha, Minas Gerais. Após ser dispensado pelo Boa, Max foi contratado pelo Gama, equipe da cidade do Gama, Distrito Federal.

## Morte
Em junho de 2017, Max foi vítima de uma tentativa de assalto. Bandidos atingiram seu carro na cidade de Duque de Caxias, na Baixada Fluminense, com a intenção de levar o veículo, provocando um grave acidente. O ex-goleiro sofreu uma fratura na mão direita e um edema cerebral. Internado no Hospital da Lagoa, na cidade do Rio de Janeiro, Max teve seu quadro clínico agravado. Os médicos constataram uma doença rara e autoimune no atleta. Em 25 de julho ele deixou de corresponder a testes neurológicos e, no dia seguinte, teve confirmada sua morte cerebral. Em princípio, a suspeita era a de que se tratava de uma consequência do episódio, mas tal fato está cada vez mais descartado.

## Títulos
Botafogo
- Taça Guanabara: 2006
- Campeonato Carioca: 2006
- Taça Rio: 2007

Joinville
- Copa Santa Catarina: 2011
- Série C do Brasileiro: 2011

Boa
- Taça Minas Gerais: 2012